# Osłonice
Osłonice (Tunicata), strunoogonowe (Urochordata, Urocorda) – grupa strunowców o prostej budowie, przechodzących rozwój złożony. Są zwierzętami wyłącznie morskimi. Charakteryzują się obecnością zewnętrznej, organicznej osłonki – tuniki – o rozmaitej grubości i konsystencji, zbudowanej z tunicyny – węglowodanu niestrawnego, chroniącego przed drapieżnikami. Tunika pełni rolę szkieletu zewnętrznego, okresowo zrzucanego. W tunice znajdują się komórki tworzące krew, pigment i włókna kolagenowe.
Ciało niesegmentowane, workowate lub beczułkowate, o długości od 0,3 mm do 40 cm, a u form kolonijnych do około 4 m. Struna grzbietowa występuje jedynie w stadium larwalnym (poza ogonicami), u form dorosłych występują szczeliny skrzelowe. Układ rozrodczy obojnaczy albo rozdzielnopłciowy, układ krwionośny otwarty, brak układu wydalniczego. 
Osobliwością osłonic jest periodyczna zmiana kierunku obiegu krwi, co ok. 10 skurczów. Inną (unikatową wśród zwierząt) cechą osłonic jest zdolność do syntezy celulozy.
Szacuje się, że występuje 2000–3000 gatunków osłonic. Wśród osłonic występują gatunki osiadłe i wędrowne, larwy są zawsze planktoniczne. Większość osłonic zasiedla ciepłe, płytkie wody; niektóre żyją w głębinach, tworząc liczne skupiska. Spotykane są w zachodniej części Bałtyku. Gatunki pelagiczne stanowią składnik zooplanktonu.
Niektóre prochlorofity (gatunek Prochloron didemnii) żyją w ścisłej symbiozie z osłonicami.

## Systematyka
Podział osłonic na gromady uwzględnia ich występowanie, brak ogona oraz wykształcenie szpar skrzelowych:
- ogonice (Appendicularia)
- żachwy (Ascidiacea)
- sprzągle (Thaliacea)
- łapce, bezszparkowce (Sorberacea)